# Крещение Померании
Крещение Померании — первоначальная проповедь христианства среди славян, являвшихся в то время аборигенами Померании и исповедовавших язычество. Крещение Померании было связано с именами миссионеров Оттона Бамбергского, проповедовавшего в 1124 и 1128 годах на территории герцогства Померания и Абсалона Роскильдского, уничтожившего язычество в 1168 году на территории княжества Рюген. Начиная с X века неоднократно предпринимались попытки обратить местное население в христианство, но все они потерпели неудачу. Новая религия получила распространение только после того, как герцоги Померании основали несколько монастырей и призвали поселенцев-христиан, прежде всего германцев. Первое аббатство в регионе было основано в 1153 году на месте убийства язычниками первого христианского герцога Померании Вартислава I. На территории герцогства в 1140 году была основана епархия Каммин. В то же время районы Померании, не вошедшие в состав герцогства, вошли в состав епархий Влоцлавек (восток), Шверин (запад) и Роскильде (Рюген).

## Ранние миссии в Померании
В 948 году на территории между реками Пене и Одер было основано епископство Хавельберг, но в 983 году после восстания славян Священная Римская Империя утратила контроль над регионом и епископство прекратило своё существование.
В 960 году первый князь Польши Мешко I вторгся в Померанию и завоевал город Колобжег (Кольберг). Он начал войну с велетами, но, несмотря на победу в сражении в 967 году, не смог завоевать город Волин. Его сын и преемник Болеслав I продолжил войну в Померании против велетов, и тоже безуспешно. В 1000 году на Соборе в Гнезно Болеслав I основал епископство Колобжег и подчинил его архиепархии Гнезно, кафедру которого в то время занимал епископ Рейнберн Саксонец. В 1005 году после восстания славян епископство прекратило своё существование. Племена лютичей и велетов в войнах между Священной Римской Империей и Польшей в 1002—1018 годах принимали участие на стороне империи, чтобы не допустить завоевания Померании со стороны Польши.
В 1017 году священник-миссионер Гюнтер проповедовал христианство аборигенам в Передней Померании, но его миссия успеха не имела. Ещё одна попытка обратить местное население в христианство была предпринята после завоевания Померании князем Польши Болеславом III Кривоустым. В 1122 году монах Бернард Испанец вместе с капелланом и переводчиком проповедовал в Жумне (Волин), но и эта миссия потерпела неудачу. Впоследствии Бернард был поставлен в епископы Лебуса (Любуша)..

## Миссия Отто Бамбергского
После провала миссии монаха Бернарда Испанца князь Польши Болеслав III обратился к епископу Отто Бамбергскому с просьбой содействовать обращению в христианство жителей Померании Первая миссия Отто была предпринята в 1124—1125 годах.. Его миссионерская стратегия отличалась от стратегии предшественников. В мае 1124 года он в окружении духовенства своей епархии, слуг и охраны, предоставленной ему Болеславом III, покинул крепость Занток и пришёл в Померанию. Первое крещение было совершено им 5 или 6 июня 1124 года,, а 8 июня он прибыл в Пириц. Великолепный эскорт Отто и многочисленные подарки произвели на язычников неизгладимое впечатление. Он убедил жителей Померании, что прибыл к ним не с целью обогащения за их счёт, но сделать их духовно богатыми, если они примут христианство. Он также обещал им, что в случае крещения, Бог защитит их от нападений со стороны Польши. Стратегия епископа оказалась успешной. 18 или 19 июня состоялось первое крещение язычников в Пирице. Миссию Отто поддержала часть аристократов из числа местных жителей, принявших христианство, среди которых был князь Вартислав I. С июня 1124 года по февраль 1125 года Отто проповедовал христианство и крестил язычников в Камень-Поморский, Волине, Щецине, Гарце, Любине, Клодене, Колобжеге, Бялогарде.. В феврале 1125 года Отто покинул пределы Померании и вернулся в Польшу.
19 апреля 1128 года, по приглашению князя Вартислава I и по просьбе императора Священной Римской Империи Лотаря II Отто снова отправился с миссией в Померанию. Ему было поручено крестить язычников на территории герцогства Померания и вернуть к христианскому исповеданию жителей Щецина и Волина, отпавших в язычество. Эта миссия касалась главным образом городов и селений на западе Померании. Отто восстановил уничтоженные язычниками церкви в Гуцкове и Вольгасте. 10 июня 1128 года он крестил всё местное дворянство, прибывшее на собор в Узедом, после чего Отто получил прозвание apostolus gentis Pomeranorum («апостол народа Померании»). В этой миссии в качестве переводчика и помощника епископа принимал участие будущий первый епископ Померании Адальберт. В ноябре 1128 года Отто пришлось оставить миссию по просьбе императора, позднее он пытался примирить враждовавших между собой правителей Померании и Польши. В 1189 году Римский папа Климент III причислил Отто Бамбергского к лику святых. Его почитание в регионе продолжилось и после Реформации и распространения протестантизма.

## Исторические епархии Померании
Отто Бамбергский основал епархиальный центр в Волине (он же Юлин, Жумне, Винета) — в городе, основанном славянами и германцами в устье реки Одер. 14 октября 1140 года Римский папа Иннокентий II возвёл на эту кафедру Адальберта — первого епископа Померании. Отто умер за год до этого события. После его смерти между епархиями Бамберг, Магдебург и Гнезно разгорелась борьба за юрисдикцию над Померанией. Папа Иннокентий II решил спор, основав новую епархию и подчинив её непосредственно Святому Престолу. Епископская кафедра была установлена в церкви Святого Адальберта в Волине. Вначале епархия не имела чётких границ; на западе её юрисдикция распространялась до города Трибсес, на востоке — до реки Лабе, на юге она включала в себя северную часть Укермарк и Наймарк. Окончательно границы епархии были установлены при Ратиборе I, герцоге Померании, и совпали с границами самого герцогства.
После разрушения Волина викингами в 1176 году епископская кафедра была перенесена в церковь Святого Иоанна в Каммене (ныне Камень-Поморский). В 1186 году Святой Престол утвердил перенесение кафедры. В начале XIII века епархия Каммен вместе с герцогами Померании получила контроль над Цирципанией. Кроме того епископам удалось получить прямой контроль над территорией вокруг Кольберга (ныне Колобжег) и Кёслина (ныне Кошалин). Территории Померании вне герцогства вошли в состав епархий Влоцлавек в Куявии, Шверин (на материке) и Роскильде (на острове) в княжестве Рюген.

## Крестовый поход против вендов (1147)
В 1147 году епископами и дворянами Священной Римской империи был предпринят крестовый поход против венедов. Крестоносцы вторглись в Померанию. Несмотря на то, что жители городов Деммин и Щецин официально были признаны христианами, эти города подверглись осаде. Епископ Волина Адальберт сумел добиться от крестоносцев снятия осады Щецина, а в 1148 году герцог Померании Ратибор I на рейхстаге в Хавельберге поклялся исповедовать христианство и содействовать его распространению в герцогстве.

## Миссия Абсалона Роскильдского
После миссии Отто Бамбергского только славяне-руяне в княжестве Ругия (Рюген) продолжали исповедовать язычество. В 1168 году король Дании Вальдемар I по благословению архиепископа в Роскильде Абсалона вторгся на территорию княжества. Успех экспедиции завершил серию военных конфликтов между Данией и Рюгеном. Князья Рюгена, начиная с Яромара I признавали себя вассалами правителей Дании. В 1168 году под натиском датчан пал город Аркона — оплот язычников княжества с храмом их главного бога Свентовита, после чего руяне отказались от дальнейшей борьбы и приняли христианство. Абсалон велел сжечь все деревянные статуи местных богов и включил островную часть княжества в состав епархии Роскильде; материковая часть вошла в состав епархии Шверин.

## Древнейшие монастыри Померании
| Год  | Название                | Место       | Орден                                      |
| ---- | ----------------------- | ----------- | ------------------------------------------ |
| 1153 | Аббатство Штольпе       | Гюцков      | бенедиктинцы, затем цистерцианцы           |
| 1155 | Аббатство Гробе         | Узедом      | премонстранты                              |
| 1173 | Аббатство Даргун        | Деммин      | цистерцианцы                               |
| 1173 | Аббатство Кольбац       | Кольбац     | цистерцианцы                               |
| 1186 | Аббатство Олива         | Гданьск     | цистерцианцы                               |
| 1193 | Аббатство Берген        | Рюген       | цистерцианцы                               |
| 1199 | Аббатство Элдена        | Грейфсвальд | цистерцианцы                               |
| 1240 | Монастырь в Шецине      | Щецин       | первый монастырь францисканцев в Померании |
| 1251 | Монастырь в Штральзунде | Штральзунд  | первый монастырь доминиканцев в Померании  |